# A Gillian, per il suo compleanno
A Gillian, per il suo compleanno (To Gillian on Her 37th Birthday) è un film del 1996 con Michelle Pfeiffer e Peter Gallagher.

## Trama
Due anni dopo la morte della moglie Gillian, avvenuta in un incidente sulla loro barca a vela, il marito David, incapace di elaborare la perdita, si rifugia nel loro cottage estivo a Nantucket, passando la maggior parte del tempo sulla spiaggia dove inizia ad avere delle visioni per comunicare con lo spirito della moglie, trascurando la figlia adolescente Rachel, che sta attraversando uno dei momenti più difficili della sua vita.
Nel secondo anniversario della morte della moglie, David invita la sorella di Gillian, Esther e suo marito Paul per il fine settimana. Esther insiste per portare un'attraente amica, Kevin sperando possa interessare a David, tuttavia questi la ignora completamente.
Gli eventi del weekend portano tutti a riesaminare le loro relazioni, Esther e Paul hanno a che fare con i drammatici problemi che la provocante amica di Rachel causerà al loro matrimonio, mentre David si rende conto che può essere un amorevole e attento padre della figlia e questo senza tradire la memoria della sua cara Gillian.